# Блатяк, Мирослав
Ми́рослав Бла́тяк (чеш. Miroslav Blaťák; 25 мая 1982, Готвальдов) — чешский хоккеист, защитник, завершивший карьеру. Воспитанник клуба «Злин».

## Карьера
Мирослав Блатяк начал свою профессиональную карьеру в 2000 году. В следующем году на драфте НХЛ он был выбран в 4 раунде под общим 129 номером клубом «Детройт Ред Уингз». До 2006 года Мирослав выступал в составе родного ХК «Злин», с которым в 2004 году стал чемпионом Чехии. Перед началом сезона 2006/07 Блатяк перешёл в шведский клуб «Мура». В 2007 году Мирослав подписал контракт с уфимским «Салаватом Юлаевым», в составе которого в том же сезоне стал чемпионом России. 27 июля 2010 года Блатяк продлил своё соглашение с уфимцами ещё на 2 года, проведя затем в «золотом» для «Салавата» сезоне 2010/11 72 матча, в которых он набрал 35 (13+22) очков, став самым результативным защитником клуба. После подписал двухлетний контракт с Авангардом. Сезон 2015-2016 провел в Череповецкой Северстали. 30 апреля 2016 года после уезда из России, подписал контракт с чешским клубом «Злин». В марте 2017 года завершил карьеру.

### Международная
В составе сборной Чехии Мирослав Блатяк принимал участие в чемпионате мира среди юниоров 2000 года и молодёжном чемпионате мира 2002 года. На уровне основных команд Мирослав участвовал в чемпионатах мира 2006, 2009, 2010 и 2012 годов, которые принесли ему весь комплект медалей. Мирослав входил в состав своей сборной на Олимпийских играх 2010 года. Также с 2004 года Блатяк регулярно призывался в состав сборной для участия в матчах Еврохоккейтура.

## Достижения
- Чемпион мира 2010.
- Серебряный призёр чемпионата мира 2006.
- Бронзовый призёр чемпионата мира 2012.
- Чемпион Чехии 2004.
- Серебряный призёр чемпионата Чехии 2005.
- Чемпион России 2008.
- Обладатель Кубка Гагарина 2011.
- Бронзовый призёр открытого чемпионата России КХЛ 2010.
- Лучший показатель +/- в Лиге чемпионов 2008/09.
- Лучший показатель по голам, передачам и очкам среди защитников на молодёжном чемпионате мира 2002.

## Статистика
| Легенда | Легенда                    | Легенда | Легенда                   | Легенда | Легенда    |
| ------- | -------------------------- | ------- | ------------------------- | ------- | ---------- |
| И       | Количество проведённых игр | Штр     | Штрафное время            | +/−     | Плюс-минус |
| Г       | Голы                       | П       | Голевые передачи          | О       | Очки       |
| -       | Статистика неизвестна      | —       | Статистика не учитывалась |         |            |

### Клубная карьера
- a В этом сезоне в «Плей-офф» учитывается статистика игрока в Кубке Надежды.